# Pardosa tridentis
Pardosa tridentis este o specie de păianjeni din genul Pardosa, familia Lycosidae, descrisă de Caporiacco, 1935. Conform Catalogue of Life specia Pardosa tridentis nu are subspecii cunoscute.